# VfL Osnabrück

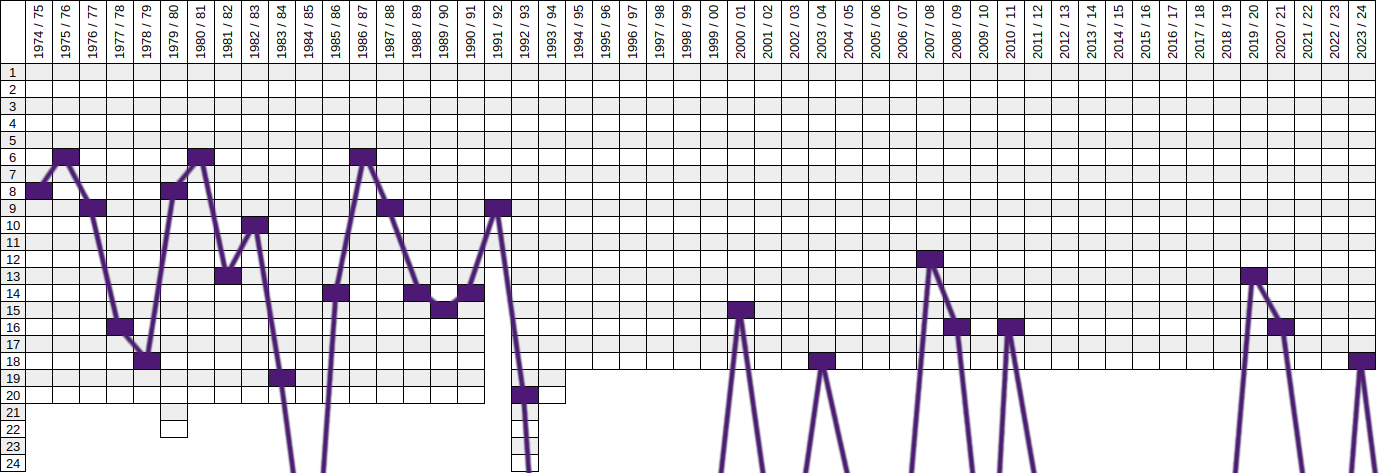
2. Bundesliga.

VfL Osnabrück (Verein für Leibesübungen von 1899 Osnabrück) är en idrottsklubb i Osnabrück i Tyskland med sektioner i basket, fotboll, gymnastik, simning och bordtennis.

## Meriter
- Tyska mästare i basket: 1969

## Placering senaste säsonger
| Säsong    | Nivå | Liga          | Placering | Referens | Notering                                |
| --------- | ---- | ------------- | --------- | -------- | --------------------------------------- |
| 2016/2017 | 3    | 3. Liga       | 6         | [ 1 ]    |                                         |
| 2017/2018 | 3    | 3. Liga       | 17        | [ 2 ]    |                                         |
| 2018/2019 | 3    | 3. Liga       | 1         | [ 3 ]    | Uppflyttad till 2. Bundesliga 2019/2020 |
| 2019/2020 | 2    | 2. Bundesliga | 13        | [ 4 ]    |                                         |
| 2020/2021 | 2    | 2. Bundesliga | 16        | [ 5 ]    | Nedflyttad till 3. Liga                 |
| 2021/2022 | 3    | 3. Liga       | 6         | [ 6 ]    |                                         |

## Kända spelare
- Matthias Billen
- Ansgar Brinkmann
- Uwe Brunn
- Dirk Gellrich
- Erich Gleixner
- Hans Haferkamp
- Jimmy Hartwig
- Ralf Heskamp
- Erwin Kostedde
- Udo Lattek
- Paul Linz
- Ronald Maul
- Herbert Mühlenberg
- Timo Ochs
- Patrick Owomoyela
- Günter Pröpper
- Gerd-Volker Schock
- Claus-Dieter Wollitz
- Jan Tauer